# 呉奇偉
呉 奇偉（ご きい、繁体字: 吳奇偉; 簡体字: 吴奇伟; 拼音: Wú Qíwĕi; ウェード式: Wu Ch'i-wei）は、中華民国の軍人。広東軍（粤軍）出身の軍人で、後に国民革命軍に属した。粤軍では張発奎の腹心として知られる。字は晴雲。別号は梧生。

## 事跡

### 粤軍での台頭
貧しい農民の家庭に生まれる。商業を営んでいた伯父の資金援助で呉奇偉は学問を開始したが、後に軍人の道を志し、黄埔陸軍小学に入学した。その後、武昌陸軍中学、保定陸軍軍官学校（第6期）と進学している。卒業後は広東に戻り、陳炯明の広東軍（粤軍）に属した。1922年（民国11年）に陳が反孫文（孫中山）クーデターを起こしても呉は孫支持を維持し、粤軍第1師に留まった。
1926年（民国15年）、北伐が開始されると、呉奇偉は粤軍第1師から改組された国民革命軍第4軍に属し、張発奎率いる第12師の第36団中校参謀長に任ぜられた。呉奇偉は呉佩孚率いる北京政府軍との戦いで軍功をあげ、1927年（民国16年）春に第34団団長に昇進している。次に河南省で張作霖配下の奉天派と戦い、やはりこれを撃破する上で貢献した。同年9月、張に随従して南昌に駐屯し、呉奇偉は第12師副師長兼任に昇進している。
同年11月、広州に戻った張発奎は、汪兆銘（汪精衛）の支持を得た上で黄琪翔と共に広東省政府主席李済深（当時は蔣介石支持派）を広州から駆逐するクーデターを起こす。呉奇偉も張らに与し、李の軍を追撃した。しかし、蔣の支援を得た李は速やかに反撃して広州を奪回、張と黄は下野に追い込まれた。その後、張を支持する第4軍軍長繆培南の下で呉は第12師師長に任ぜられ、李の軍と戦ったが利無く、繆と共に江西に逃れて蔣に投降した。
1928年（民国17年）5月、第4軍は北伐に再び加わり、山東で張宗昌の直魯聯軍を撃破した。同年夏の軍縮に伴い、第4軍は第4師に、第12師は第12旅に縮小され、そのまま呉奇偉が旅長を務めた。1929年（民国18年）3月に蔣桂戦争が勃発すると、第4軍は江西や湖北方面へ転戦し、新桂系（新広西派）の軍を迎撃した。しかしまもなく張発奎が第4軍に復帰して反蔣を宣言して新桂系と連携することになり、呉もこれに従う。1930年（民国19年）、中原大戦で反蔣軍が敗北すると張発奎は下野し、呉は残された第4師を率いて広西省に逃れ、新桂系の一員として柳州に駐屯した。

### 紅軍掃討から国共内戦まで
1931年（民国20年）に満州事変（九・一八事変）が勃発して各派が大同団結すると、呉奇偉率いる第4師は江西に移り、紅軍（中国共産党）掃討の任務にあたる。1932年（民国21年）9月、第4師は第4軍に拡充され、呉も軍長に昇進した。1934年（民国23年）、紅軍が長征を開始すると、呉の第4軍は貴州で追撃戦に参加したが、捕捉に失敗して反撃を受け大損害を被ってしまう。これにより呉は蔣介石の叱責を受けた。1935年（民国24年）4月、陸軍中将銜を授与され、1937年（民国26年）には廬山訓練団第1大隊大隊長に任ぜられている。
1937年（民国26年）8月、日中戦争（抗日戦争）が勃発すると、呉奇偉は第18軍団軍団長兼第19集団軍副総司令として上海防衛戦（第2次上海事変）に参加したが、率いる軍は戦闘で大打撃を受けた。その後、呉は江西へ撤退し自軍の再編に取り組んでいる。1938年（民国27年）7月、第9集団軍総司令に昇進し、広東方面で日本軍を迎撃している。1939年（民国28年）には第4戦区副司令長官となった。1940年（民国29年）初めに柳州へ移駐したが、まもなく第6戦区副司令長官兼長江上遊江防司令に任ぜられ、湖北省に駐留している。
戦争末期の1945年（民国34年）5月、呉奇偉は中国国民党第6期中央監察委員に選出され、翌月には湖南省政府主席に任ぜられる。翌1946年（民国35年）4月には徐州綏靖公署副主任（主任は薛岳）に転じた。しかし、国共内戦では魯南解放区・蘇北解放区を攻撃したものの敗北を重ね、1947年（民国36年）春には心労から一時病気療養している。この頃から、内戦での国民党の劣勢に加え共産党からの働きかけもあり、呉はついに国民党に見切りをつけた。

### 国民党からの離脱、晩年
1949年（民国37年）1月に、張発奎の起用により呉奇偉は広東綏靖公署副主任に任ぜられたが、その翌月に突然香港へ脱出してしまう。呉は中国国民党革命委員会（民革）への加入を宣言し、5月には広東の一部部隊にも働きかけて起義（共産党への易幟・投降）を宣言した。中華人民共和国建国後は、中国人民政治協商会議第1期全国委員会委員や広東省人民政府委員を務めている。
1953年7月10日、北京市にて病没。享年63（満62歳）。

## 注
1. ↑  徐友春主編『民国人物大辞典 増訂版』608頁と劉国銘主編『中国国民党百年人物全書』1042頁による。戴仰明・林煕敦「呉奇偉」132頁は「1890年1月28日（清光緒16年正月初8日）」とする。
2. ↑  戴・林136頁と徐608頁による。劉1042頁は「7月11日」とする。